# Rêves de femmes
Pour les articles homonymes, voir Dream.
Pour plus de détails, voir Fiche technique et Distribution.
Rêves de femmes (Kvinnodröm) est un film suédois réalisé par Ingmar Bergman, sorti en 1955.

## Synopsis
Suzanne dirige une agence de mannequin dont Doris, charmante écervelée, est la vedette. Lors d'un shooting houleux à Gothenburg, Doris, fachée avec son petit ami, va se rapprocher d'un riche consul vieillissant quand Suzanne, ne se remettant pas de sa rupture avec son amant marié, tente de reprendre contact avec lui.

## Fiche technique
- Titre : Rêves de femmes
- Titre original : Kvinnodröm
- Réalisation : Ingmar Bergman
- Scénario : Ingmar Bergman
- Production : Rune Waldekranz
- Musique : Stuart Görling
- Photographie : Hilding Bladh
- Montage : Carl-Olov Skeppstedt
- Décors : Gittan Gustafsson
- Format : Noir et blanc - Mono
- Genre : Drame
- Durée : 87 minutes
- Date de sortie : 1955

## Distribution
- Eva Dahlbeck : Susanne
- Harriet Andersson : Doris
- Gunnar Björnstrand : Otto Sönderby, consul
- Ulf Palme : M. Henrik Lobelius
- Inga Landgré : Mme Lobelius
- Bengt-Åke Benktsson : M. Magnus
- Sven Lindberg : Palle Palt
- Renée Björling (non créditée) : Mme Berger